# Брайцев, Иван Романович
Иван Романович Брайцев (14 января 1870, Забелишино Могилёвской губернии — 4 января 1947, Нижний Новгород) — русский математик и педагог.

## Биография
Родился в с. Забелышин Климовичского уезда Могилевской губернии (Беларусь) в бедной семье белорусских крестьян. Окончил сельскую школу, уездное училище. В 1885—1887 гг. работал сельским учителем, в 1887—1892 гг. учился в московской гимназии, в 1896 г. окончил физико-математический факультет Московского университета. Преподавал математику в различных учебных заведениях, сдал магистерские испытания и был утвержден приват-доцентом. В 1900—1918 гг. работал в Варшавском политехническом институте, защитил магистерскую диссертацию, стал профессором. Вместе с институтом эвакуировался в Москву, затем в Н.Новгород.

Инициатор создания в Нижегородском университете физико-математического факультета, был его деканом до 1939 г. Работал профессором и в Горьковском пединституте. С 1942 г. до конца жизни — заведующий кафедрой теории функций ГГУ, созданной по его инициативе.
Доктор физико-математических наук (1935, без защиты диссертации).
Организатор преподавания математики в вузах г. Н.Новгорода, основатель научной школы по теории аналитических функций, с 1918 по 1931 г., до приезда А. А. Андронова, был единственным крупным математиком города.
Первым заведующим кафедрой математического анализа (с 1936 г. по 1945 г.) был профессор Иван Романович Брайцев. Иван Романович является основателем Горьковской школы теории функций. Им опубликовано свыше 50 работ, в том числе несколько монографий. За большую плодотворную научно-исследовательскую и педагогическую деятельность И. Р. Брайцев награждён орденом «Знак Почёта» и медалью «За доблестный труд в Великой Отечественной войне».
Приказом ректора № 117 от 16 сентября 1945 года из кафедры математического анализа выделяется кафедра теории функций, куда переведен заведующим кафедрой профессор И. Р. Брайцев.
Награждён орденом «Знак Почёта» (1944).
Брат — Василий Романович Брайцев, действительный член АМН СССР, профессор, генерал-майор медицинской службы.
Зять — Григорий Михайлович Стронгин.